# Liste des anciennes communes de la province de Zélande
En 1812, la province néerlandaise de la Zélande comptait 143 communes. Depuis 2003, il n'y en a plus que 13.
Voici les étapes principales des fusions :
- 1813-1816 : Suppression des plus petites communes des îles zélandaises
- 1961 : Première vague de fusions massive sur l'île de Schouwen-Duiveland
- 1966 : Première vague de fusions massive sur la presqu'île de Walcheren
- 1970 : Vague de fusions sur la presqu'île de Beveland-du-Sud et en Flandre zélandaise
- 1971 : Vague de fusions sur la presqu'île de Tholen
- 1997 : Deuxième vague de fusions massive sur la presqu'île de Walcheren et sur l'île de Schouwen-Duiveland
- 2003 : Deuxième vague de fusions en Flandre zélandaise
- 2007 : Il n'y a plus que 13 communes en Zélande. Il est peu probable que d'autres fusions aient encore lieu.

## Liste des fusions des communes de Zélande

### 2003
- Axel > Terneuse
- Hontenisse > Hulst
- Oostburg > L'Écluse*
- Sas-de-Gand > Terneuse
- Sluis-Aardenburg > L'Écluse*

### 1997
- Arnemuiden > Middelbourg
- Brouwershaven > Schouwen-Duiveland*
- Bruinisse > Schouwen-Duiveland*
- Dombourg > Veere
- Duiveland > Schouwen-Duiveland*
- Mariekerke > Veere
- Middenschouwen > Schouwen-Duiveland*
- Valkenisse > Veere
- Westerschouwen > Schouwen-Duiveland*
- Westkapelle > Veere
- Zierikzee > Schouwen-Duiveland*

### 1995
- Aardenburg > Sluis-Aardenburg*
- Kortgene > Beveland-du-Nord*
- Sint Philipsland > Tholen
- L'Écluse (commune) > Sluis-Aardenburg*
- Wissenkerke > Beveland-du-Nord*

### 1971
- Oud-Vossemeer > Tholen (commune)
- Poortvliet > Tholen (commune)
- Scherpenisse > Tholen (commune)
- Sint-Maartensdijk > Tholen (commune)
- Stavenisse > Tholen (commune)

### 1970
- Baarland > Borsele*
- Biervliet > Terneuse
- Borssele > Borsele*
- Breskens > Oostburg
- Cadzand > Oostburg
- Clinge > Hulst
- Driewegen > Borsele*
- Ellewoutsdijk > Borsele*
- Graauw en Langendam > Hulst
- 's-Gravenpolder > Borsele*
- Groede > Oostburg
- 's-Heer Abtskerke > Borsele*
- 's-Heer Arendskerke > Borsele* et Goes
- 's-Heerenhoek > Borsele*
- Heinkenszand > Borsele*
- Hoedekenskerke > Borsele*
- Hoek > Terneuse
- Hoofdplaat > Oostburg
- Kattendijke > Goes
- Kloetinge > Goes
- Koewacht > Axel
- Krabbendijke > Reimerswaal*
- Kruiningen > Reimerswaal*
- Nieuwvliet > Oostburg
- Nisse > Borsele*
- Oudelande > Borsele*
- Overslag > Axel
- Ovezande > Borsele*
- Philippine > Sas-de-Gand
- Retranchement > L'Écluse (commune)
- Rilland-Bath > Reimerswaal*
- Schoondijke > Oostburg
- Sint Jansteen > Hulst
- Vogelwaarde > Hontenisse
- Waarde > Reimerswaal*
- Waterlandkerkje > Oostburg
- Wemeldinge > Kapelle
- Westdorpe > Sas-de-Gand
- Wolphaartsdijk > Goes
- Yerseke > Reimerswaal
- Ysendyck (IJzendijke) > Oostburg
- Zaamslag > Terneuse
- Zuiddorpe > Axel
- Zuidzande > Oostburg

### 1966
- Aagtekerke > Mariekerke*
- Biggekerke > Valkenisse*
- Grijpskerke > Mariekerke*
- Coudekerque > Valkenisse*
- Meliskerke > Mariekerke*
- Nieuw- en Sint Joosland > Middelbourg
- Oost- en West-Souburg > Flessingue
- Oostkapelle > Dombourg
- Ritthem > Flessingue
- Serooskerke > Veere
- Sint-Laurens > Middelbourg
- Vrouwenpolder > Veere
- Zoutelande > Valkenisse*

### 1961
- Burgh > Westerschouwen*
- Dreischor > Brouwershaven
- Duivendijke > Middenschouwen*
- Elkerzee > Middenschouwen*
- Ellemeet > Middenschouwen*
- Haamstede > Westerschouwen*
- Kerkwerve > Middenschouwen*
- Nieuwerkerk > Duiveland*
- Noordgouwe > Brouwershaven
- Noordwelle > Westerschouwen*
- Oosterland > Duiveland*
- Ouwerkerk > Duiveland*
- Renesse > Westerschouwen*
- Serooskerke > Westerschouwen*
- Zonnemaire > Brouwershaven

### 1941
- Colijnsplaat > Kortgene
- Eede > Aardenburg
- Kats > Kortgene
- Schore > Kapelle
- Sint Kruis > Aardenburg

### 1940
- Ter Neuzen > Terneuzen - modification officielle du nom

### 1936
- Boschkapelle > Vogelwaarde*
- Hengstdijk > Vogelwaarde*
- Ossenisse > Vogelwaarde*
- Stoppeldijk > Vogelwaarde*

### 1880
- Heille > L'Écluse
- Sint Anna ter Muiden > L'Écluse

### 1878
- Bath > Rilland-Bath*
- Rilland > Rilland-Bath*

### 1877
- Neuzen > Ter Neuzen - modification officielle du nom

### 1866
- Bommenede > Zonnemaire

### 1857
- Gapinge > Vrouwenpolder
- Kleverskerke > Arnemuiden
- 's-Heer Hendrikskinderen > 's-Heer Arendskerke

### 1835
- Oost-Souburg > Oost- en West-Souburg*
- West-Souburg > Oost- en West-Souburg*

### 1816
- Brigdamme > Sint-Laurens
- Buttinge en Zandvoort > Grijpskerke*
- Domburg-Binnen > Dombourg*
- Domburg-Buiten > Dombourg*
- Eversdijk > Kapelle
- Fort Bath > Bath*
- 's-Gravenhoek > Wissenkerke
- Grijpskerke en Poppendamme > Grijpskerke*
- Hoogelande > Grijpskerke*
- Kampensnieuwland > Wissenkerke
- Maire > Rilland
- Nieuwland > Nieuw- en Sint Joosland*
- Nieuwlande > Krabbendijke
- Oost- en Middelzwake > 's-Gravenpolder
- Rilland en Bath > Bath* et Rilland*. La commune de Rilland en Bath est supprimée.
- Sinoutskerke en Baarsdorp > 's-Heer Abtskerke
- Sint Joosland > Nieuw- en Sint Joosland*
- Sirjansland > Oosterland
- Valkenisse > Waarde
- Westenschouwen > Burgh
- Westkapelle-Binnen > Westkapelle*
- Westkapelle-Buiten en Sirpoppekerke > Westkapelle*
- Westkerke > Scherpenisse
- Wissekerke > 's-Heer Hendrikskinderen

### 1813
- Brijdorpe > Duivendijke *
- Capelle en Botland > Nieuwerkerk
- Klaaskinderenkerke > Duivendijke *
- Looperskapelle > Duivendijke *
- Nieuwerkerke > Kerkwerve
- Nieuw-Strijen > Poortvliet
- Rengerskerke en Zuidland > Kerkwerve
- Vrijberge > Oud-Vossemeer

## Référence et source
- (nl) Ad van der Meer et Onno Boonstra, Repertorium van Nederlandse gemeenten 1812-2006, DANS Data Guide 2, La Haye, 2006